# Nouvel hôtel de ville (Prague)

Le Nouvel hôtel de Ville (tchèque : Novoměstská radnice) est le centre administratif du quartier médiéval de Nove Mesto ("Nouvelle Ville") dans le centre de Prague. En 1419, il a été le site de la première des trois défenestrations de Prague.

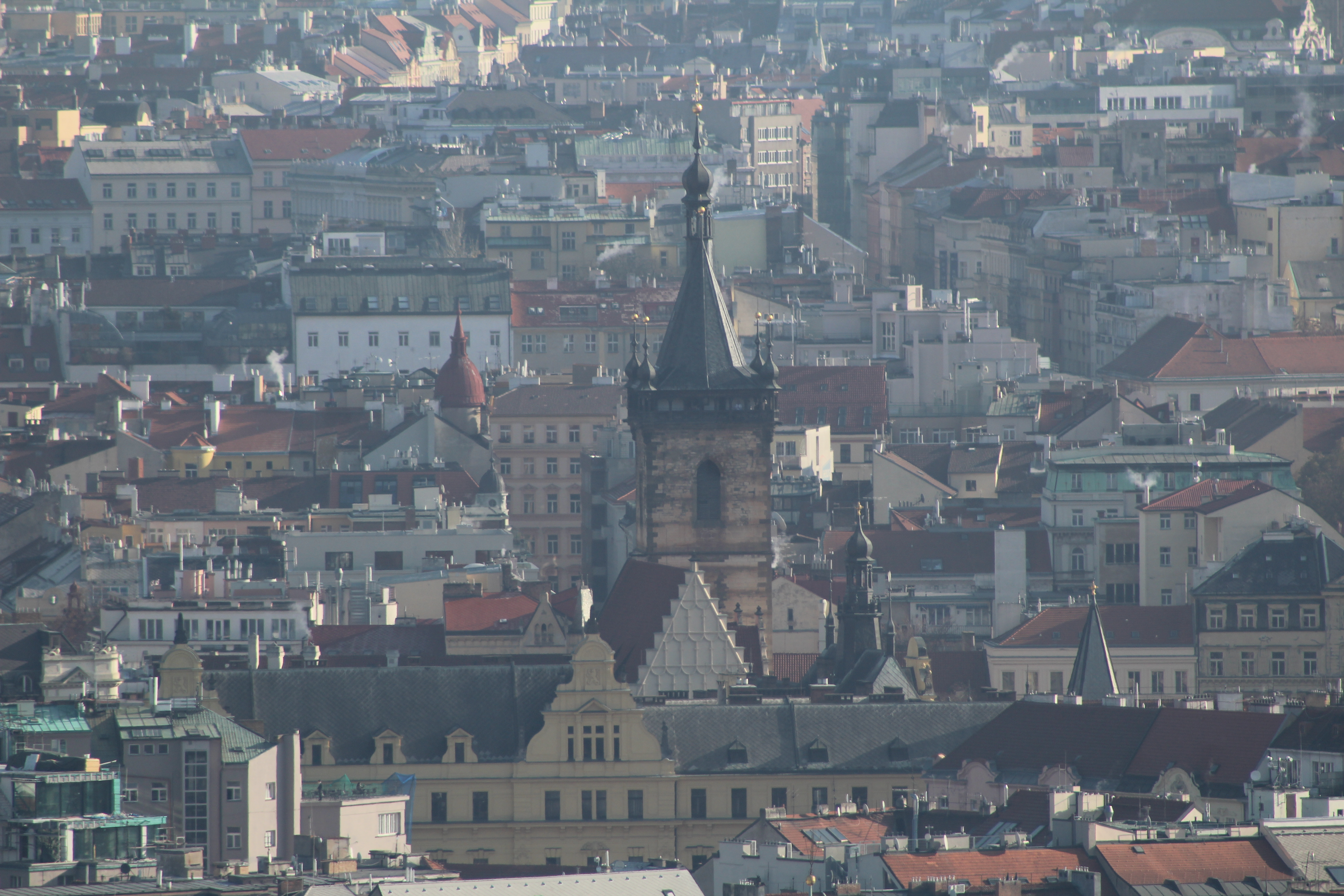
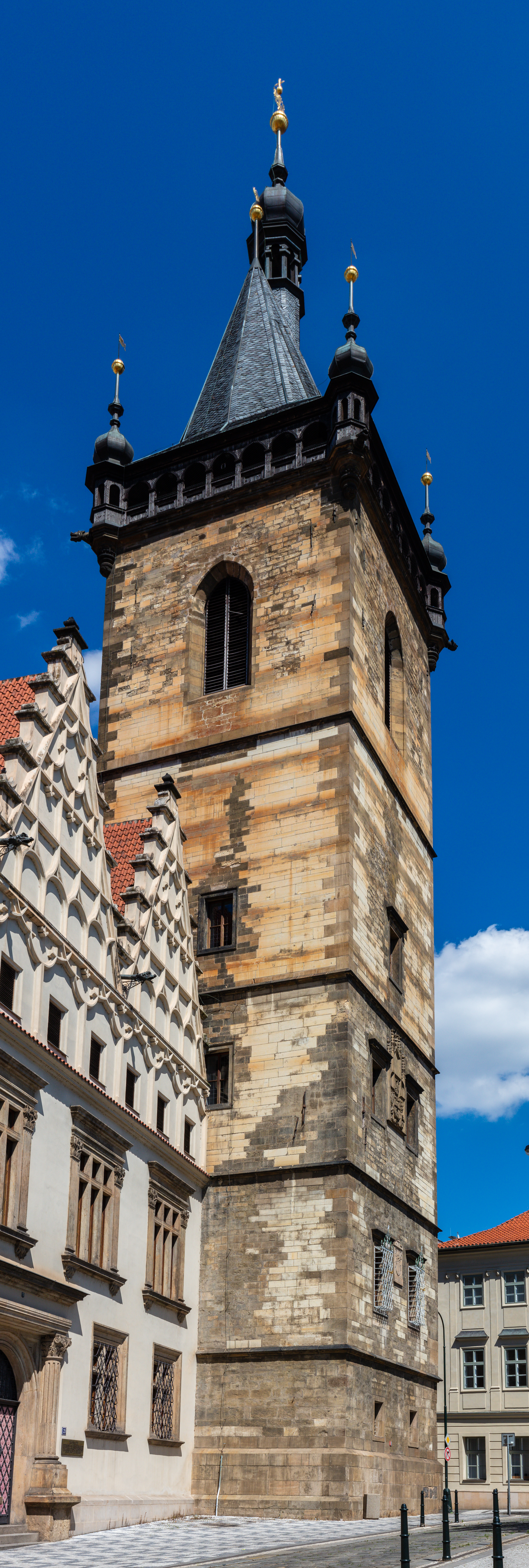
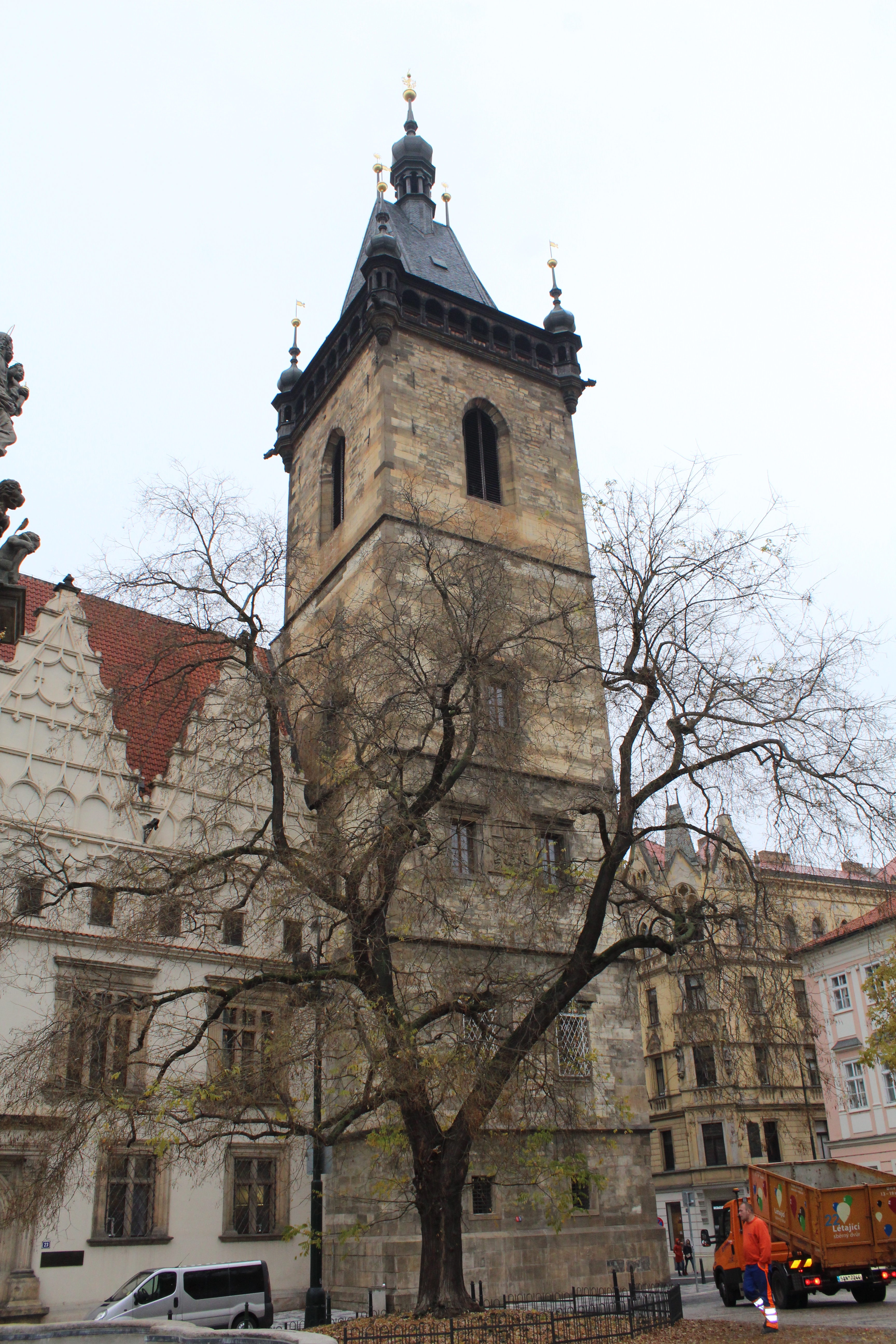